# 沈从文故居
沈从文故居坐落在中国湖南省凤凰古城中营街，是一座典型的南方古四合院。

## 历史
1902年12月28日，沈从文先生在此出生。沈从文故居斜对面曾是作家吴伯箫的故居，后来因城市建设而被拆除。故居始建于清同治五年(1866年)，是其祖父沈宏富（曾任清朝贵州提督）购买旧民宅拆除后兴建，占地600平方米。故居系木结构四合院建筑，房屋是穿斗式木结构，为火砖封砌的平房建筑。四合院分前后两进，中间有用方块红石铺成的天井，两边是厢房，共11间。1988年沈从文先生病逝于北京，骨灰葬于凤凰县听涛山下，同年故居向游人开放。
1991年故居被列为湖南省文物保护单位，现陈列有沈从文的遗墨、遗稿、遗物和遗像，是凤凰县著名的人文景观之一。2006年5月25日，被国务院批准列入第六批全国重点文物保护单位名单。

## 相关
- 沈从文